# 伊恩·布萊克
伊恩·布萊克（英語：Ian Black；1985年3月14日—）是一位蘇格蘭足球運動員。在場上的位置是中場。他現在效力於英格蘭足球甲級聯賽球隊谢斯伯利足球俱乐部。他也代表蘇格蘭國家足球隊參賽。

## 外部連結
- 足球数据库：伊恩·布萊克的球员统计数据